# Roda de água
Roda de água sobre axial 
em Vancouver, Canadá.
A roda de água ou roda-d'água é um dispositivo circular montado sobre um eixo, contendo na sua periferia caixinhas ou aletas dispostas de modo a poder aproveitar a energia hidráulica, ou atuar como  propulsor em navios.

## Tipos
As rodas-d'água podem ser de três tipos: sobre axial, sub axial, (de eixo horizontal) e de eixo vertical.

### Sobre axial
As rodas do tipo sobre axial possuem pequenas caixinhas montadas diagonalmente na roda superior. A água é conduzida por um canal e derramada na parte alta da roda, como se estivesse caindo em uma fonte, de modo a encher as caixinhas a medida que estas passam pela parte alta da roda, isso faz com que um dos lados da roda fique mais pesado e faça a roda girar. Este tipo de roda extrai principalmente a energia potencial da água uma vez que faz o aproveitamento deslocamento da água de um ponto mais alto para um ponto mais baixo.

### Sub axial
Nas rodas do tipo sub axial a água passa por baixo do eixo da roda, a qual possui aletas que ficam em contato com a água da corredeira do rio, ou do canal. As rodas sub axiais extraem principalmente a energia cinética, uma vez que aproveitam a velocidade da água.

## Usos
Dentre os usos das rodas-d'água podemos citar:
- Moinho de água
- Bomba-d'água
- Barcos a vapor com rodas de pás
- Geração de energia (turbina hidráulica)
- Extrair águas